# 滿洲青年聯盟
滿洲青年聯盟（日语：満洲青年連盟），簡稱滿青聯，係南滿洲鐵道株式會社內部成立的右翼團體，前身為1928年5月於大連召開的「滿洲青年議會」，後於1928年10月正式成立「滿洲青年聯盟」。滿青聯在東北三省設置了十餘支部，初時發展成員數百人，最多時達5000人。九一八事變前滿青聯試圖宣傳滿蒙問題，推動滿蒙合法化，事變後則為後方處理後勤工作，協助關東軍解決問題。滿洲國於1932年3月成立後，滿青聯於同年10月以「民族協和」及「滿洲建設」等志願已成為由，舉行解盟儀式。

## 歷史
1928年5月，南滿洲鐵道株式會社參事暨衛生課長金井章次於大連召集了「滿洲青年議會」，議會具有模擬議會的性質，設立模擬各大臣等探索「滿蒙問題」，該次議會的與會人員是由金井章次從滿鐵內部推薦了15名社員，加之從大連、長春及哈爾濱等東北三省主要城市選舉15人，共有30名與會者參加了第一次滿洲青年議會。是年11月召開第二次滿洲青年議會，在11月13日會議閉幕當天通過了「滿洲青年聯盟成立案（日语：満洲青年連盟結成案）」，並在會議宣言滿洲青年聯盟的目的是“从‘旧时代的当政者’手中，夺取‘确立满蒙政策运动’的领导权，通过国民外交，‘夺回满蒙’”。
滿洲青年聯盟成立之初由時任滿鐵理事小日山直登擔任首任理事長，金井章次出任顧問，理事有：岡田猛馬、大羽時男、小野寶雄、木谷辰巳、木村久男、山田耕平、龍田道德及澤田庄吉等人。滿青聯除了在大連、長春及哈爾濱三地設有支部外，旅順、奉天、遼陽及鞍山等城市也都有支部，成員最初數百人，後成長至多達5000人。
滿青聯為了宣傳滿蒙問題，推動滿蒙合法化，不論是在日本國內或是中國東北皆有宣傳、演講及投書媒體，包括發行《滿蒙三題》、《滿蒙問題及真相》等宣傳冊，會見日本政、商、民間團體等等，還有滿青聯成員、滿鐵中堅社員山口重次提倡之民族協和理念也成為滿青聯的重要思想，並且滿青聯宣傳滿洲自治及獨立的行為獲得了滿鐵的資助，關東軍大佐河本大作也直接責成金井章次培養會員，再派出進行輿論工作。
1931年九一八事變爆發，滿青聯在事變過程協助關東軍接收並恢復鐵路、紡織廠、電廠及兵工廠等等，也以英文撰寫《日本人的呼吁——聚焦滿洲問題》發表在《滿洲日報》，且分發給日本駐中國各地機構以及各國領事館配合戰時輿論，還有時任滿青聯理事長金井章次執筆並提案「滿蒙自由國建設綱領」。
九一八事變後乃至滿洲國成立後，滿青聯在內的滿鐵社員或維持治安；或進入政府，滿青聯於1932年10月舉行解盟儀式，金井章次稱：“我等自满洲联盟结成以來，倡导大和民族之发展，唤起打破难关，主张民族協和，策划满洲建设等大部分志愿，由于满洲国完全承认已大体实现。回顾过去五年期间的血史，愉快之情实不可禁。”認為滿青聯達成任務，功成身退。